# تويوتا أفينسيس
تويوتا أفينسيس (بالإنجليزية: Toyota Avensis)‏ هي إحدى الطرازات العائلية المتوسطة التي تنتجها شركة تويوتا للسيارات.
بدأ تصنيعها عام 1998م ويتم تصنيعها حتى الآن في ديربيشاير بالمملكة المتحدة. يوجدطراز فان صغير يسمى أفينسيس فيرسو يتم تصنيعه باليابان على هيكل مختلف. تعدّ تويوتا أفيسنسيس هي الأساس الذي بني عليه الطراز الموجه لفئة الشباب سايون تي سي بالولايات المتحدة.
تم تقديمها عام 1997م باسم حديث بدلاً من سابقتها كورونا أو كارينا. لاقت أفينسيس كسابقتها نجاحاً بأوروبا. تم تطوير تقنية وقوة واقتصاد السيارة مع حجمها على مر السنين لتواكب منافسيها بأوروبا كبيجو 407 وفورد مونديو.